# Valö kyrka
Valö kyrka är en kyrkobyggnad i Valö i Uppsala stift och tillhör Frösåkers församling. Fram till 2006 hörde kyrkan till Valö församling som sedan uppgick i Frösåkers församling. Den har alltsedan medeltiden varit sockenkyrka i Valö socken.
Söder om kyrkan finns en stiglucka från 1400-talets slut. På Rhezelius avbildning från 1636 framgår att det funnits stigluckor även i väster och öster. Strax utanför kyrkogårdens nordöstra hörn står en klockstapel uppförd 1739–1740. Rhezelius teckning visar att den nuvarande klockstapeln haft åtminstone en föregångare. I sydvästra hörnet av nya kyrkogården finns vidare ett bårhus uppfört 1939. Kring kyrkan och kyrkogården löper en kraftig stenmur.

## Kyrkobyggnaden
Kyrkobyggnaden består av ett rektangulärt långhus med ett rakt avslutande kor. I norr finns en tillbyggd sakristia och i söder ett vapenhus där även huvudingången är placerad. Den vitputsade kyrkan är byggd av natursten med tegel i rösten och omfattningar. Fönstren har en stickbågig, gotisk form. Den ursprungliga sydportalen är tresprångig och rundbågig i romansk stil. Kyrkan är täckt med ett spåntäckt sadeltak. Interiören är välbevarad och präglas främst av valvmålningarna, samt av predikstolen, likaså av bänkinredningen och orgelläktaren som är från 1700-talet.
Kyrkans byggnadshistoria är oklar. Tidigare ansåg man att den uppfördes under 1200-talets slut som en salkyrka med tunnvalv av trä, och att sakristian och vapenhuset tillbyggdes kring skiftet mellan 1400- och 1500-talen. Under samma tidsperiod försågs kyrkan med tegelvalv och nya tegelrösten med blinderingar. De många senmedeltida dragen kan dock tyda på att kyrkan i sin helhet uppfördes under 1400-talet. Valvmålningarna utfördes av Örjan Målare under slutet av 1520-talet. Kyrkans exteriör är i stort sett oförändrad alltsedan medeltiden, förutom att fönstren förstorades under 1700-talet, samtidigt som kyrkorummets väggmålningar kalkades över. Vid en renovering 1926 togs målningarna åter fram och konserverades.

## Inventarier
- I kyrkan finns tre stycken altarskåp som samtliga är från medeltiden. Skåpet som finns på altaret tillverkades i Antwerpen omkring år 1515. De övriga två skåpen är betydligt mindre och förfärdigades under förra hälften av 1400-talet. Det ena skåpet är svenskt och det andra är tyskt.
- I kyrkan finns träskulpturer föreställande bland annat Sankt Olof och Sankt Martin.
- Ett triumfkrucifix är från 1400-talet.
- Kyrkans orgel byggdes 1831 av orgelbyggaren Gustaf Andersson i Stockholm. Den är försedd med åtta stämmor och har genomgått förändringar 1957, 1971 och 1996.